# باباكار سار
باباكار سار (بالفرنسية: Babacar Sarr) مواليد 15 فبراير 1991 في السنغال، هو لاعب كرة قدم سنغالي لعب سابقاً لنادي ضمك.

## روابط خارجية
- باباكار سار على موقع قاعدة بيانات كرة القدم.إي يو (الإنجليزية)
- باباكار سار على موقع Soccerway.com (الإنجليزية)